# Rhinogekko
Rhinogekko is een geslacht van hagedissen dat behoort tot de gekko's (Gekkota) en de familie Gekkonidae.

## Naam en indeling
De wetenschappelijke naam van de groep werd voor het eerst voorgesteld door Gaston-François de Witte in 1973. Er zijn twee soorten, de hagedissen werden eerder aan het geslacht Agamura toegekend. Beide soorten werden eerder tot het geslacht Rhinogecko gerekend, waardoor de verouderde wetenschappelijke naam soms wordt gebruikt.
De geslachtsnaam Rhinogekko betekent vrij vertaald 'neushoorn-gekko'.

## Verspreiding en habitat
De gekko's komen voor in delen van Azië en leven in de landen Iran en Pakistan. De habitat bestaat uit hete woestijnen, tropische en subtropische scrublands en rotsige omgevingen.

## Beschermingsstatus
Door de internationale natuurbeschermingsorganisatie IUCN is aan beide soorten een beschermingsstatus toegewezen. De hagedissen worden beschouwd als 'veilig' (Least Concern of LC).

## Soorten
Het geslacht omvat de volgende soorten, met de auteur en het verspreidingsgebied.
| Naam                 | Auteur         | Verspreidingsgebied |
| -------------------- | -------------- | ------------------- |
| Rhinogekko femoralis | Smith, 1933    | Iran, Pakistan      |
| Rhinogekko misonnei  | de Witte, 1973 | Iran, Pakistan      |